# エヴァン・ゲサン
- エヴァン・ゲサン

イヴァン・ゲサン（Evann Guessand, 2001年7月1日 - ）は、フランス・アジャクシオ出身のプロサッカー選手。コートジボワール代表。アストン・ヴィラFC所属。ポジションはフォワード。
父親のセルヴェ・コナン・カンはコートジボワール代表経験のある元サッカー選手、弟のアクセルもフランスの世代別代表の経験を持つサッカー選手である。

## 経歴

### クラブ
フランス・コルス島のアジャクシオで生まれ、その後マルセイユに移り住み、7歳のときにASPTTマルセイユの下部組織に入団。2014年にニースへと移った。
2020年1月5日、クープ・ドゥ・フランスのフレジュス・サン＝ラファエル戦でトップチーム初出場。その後、夏にクラブと初のプロ契約を交わした。
9月30日、スイスのローザンヌ・スポルトに1シーズンのローン移籍。買い取りオプションは設定されていない。ローザンヌでは、移籍後のリーグ戦全34試合に出場し、7ゴール5アシストと結果を残した。シーズン終了後にニースに復帰すると、いくつかのクラブから獲得のオファーもあったが、2021年7月27日、クラブとの契約を3年間延長することで合意。
2022年7月12日、ナントに1シーズンのローン移籍。買い取りオプションは設定されていない。8月28日、リーグ第4節のトゥールーズ戦で移籍後初ゴールおよび初アシストを記録。9月8日には、UEFAヨーロッパリーグのオリンピアコス戦でUEFAの主要国際大会初出場初ゴールを記録した。
2024-25シーズン、センターフォワード、あるいはウイングとして開幕からコンスタントに結果を残し、UEFAヨーロッパリーグにも出場し続けていたため、疲労からコンディションを落とした時期もあったが、最終的にリーグ戦は1試合を欠場したのみで、12ゴール9アシストはともにキャリアハイの活躍でシーズンを終えた。
イングランドの複数のクラブによる争奪戦の様相を呈していた中、2025年8月8日、アストン・ヴィラに5年契約で移籍。移籍金は2,600万ポンド（+アドオンで430万ポンド）と報じられている。

### 代表
フランスとコートジボワールの二重国籍であり、世代別代表はすべてフランス代表としてプレイし、UEFA U-17欧州選手権予選、トゥーロン国際大会、UEFA U-19欧州選手権予選などに出場した。
2024年6月、コートジボワール代表に初招集され、6月11日、FIFAワールドカップ予選のケニア戦で初出場。2025年3月21日、同予選のブルンジ戦で代表初ゴールを記録した。

## 個人成績

### クラブ
| 国内大会個人成績 | 国内大会個人成績 | 国内大会個人成績 | 国内大会個人成績 | 国内大会個人成績 | 国内大会個人成績 | 国内大会個人成績 | 国内大会個人成績 | 国内大会個人成績 | 国内大会個人成績 | 国内大会個人成績 | 国内大会個人成績 |
| 年度             | クラブ           | 背番号           | リーグ           | リーグ戦         | リーグ戦         | リーグ杯         | リーグ杯         | オープン杯       | オープン杯       | 期間通算         | 期間通算         |
| 年度             | クラブ           | 背番号           | リーグ           | 出場             | 得点             | 出場             | 得点             | 出場             | 得点             | 出場             | 得点             |
| フランス         | フランス         | フランス         | フランス         | リーグ戦         | リーグ戦         | F・リーグ杯      | F・リーグ杯      | フランス杯       | フランス杯       | 期間通算         | 期間通算         |
| ---------------- | ---------------- | ---------------- | ---------------- | ---------------- | ---------------- | ---------------- | ---------------- | ---------------- | ---------------- | ---------------- | ---------------- |
| 2019-20          | ニース           | 35               | リーグ・アン     | 0                | 0                | 0                | 0                | 1                | 0                | 1                | 0                |
| 2020-21          | ニース           | 35               | リーグ・アン     | 3                | 0                | -                | -                | 0                | 0                | 3                | 0                |
| スイス           | スイス           | スイス           | スイス           | リーグ戦         | リーグ戦         | スイス杯         | スイス杯         | オープン杯       | オープン杯       | 期間通算         | 期間通算         |
| 2020-21          | ローザンヌ       | 9                | スーパーリーグ   | 34               | 7                | 1                | 0                | -                | -                | 35               | 7                |
| フランス         | フランス         | フランス         | フランス         | リーグ戦         | リーグ戦         | F・リーグ杯      | F・リーグ杯      | フランス杯       | フランス杯       | 期間通算         | 期間通算         |
| 2021-22          | ニース           | 24               | リーグ・アン     | 20               | 1                | -                | -                | 5                | 0                | 25               | 1                |
| 2022-23          | ナント           | 7                | リーグ・アン     | 30               | 3                | -                | -                | 5                | 1                | 35               | 4                |
| 2023-24          | ニース           | 29               | リーグ・アン     | 34               | 6                | -                | -                | 4                | 1                | 38               | 7                |
| 2024-25          | ニース           | 29               | リーグ・アン     | 33               | 12               | -                | -                | 2                | 0                | 35               | 12               |
| イングランド     | イングランド     | イングランド     | イングランド     | リーグ戦         | リーグ戦         | FLカップ         | FLカップ         | FAカップ         | FAカップ         | 期間通算         | 期間通算         |
| 2025-26          | アストン・ヴィラ | 29               | プレミアリーグ   |                  |                  |                  |                  |                  |                  |                  |                  |
| 通算             | フランス         | フランス         | リーグ・アン     | 120              | 22               | 0                | 0                | 17               | 2                | 137              | 24               |
| 通算             | スイス           | スイス           | スーパーリーグ   | 34               | 7                | 1                | 0                | -                | -                | 35               | 7                |
| 通算             | イングランド     | イングランド     | プレミアリーグ   |                  |                  |                  |                  |                  |                  |                  |                  |
| 総通算           | 総通算           | 総通算           | 総通算           | 154              | 29               | 1                | 0                | 17               | 2                | 172              | 31               |

### 代表
| コートジボワール代表 | 国際Aマッチ | 国際Aマッチ |
| 年                   | 出場        | 得点        |
| -------------------- | ----------- | ----------- |
| 2024                 | 6           | 0           |
| 2025                 | 4           | 1           |
| 通算                 | 10          | 1           |